# Церква святого Архістратига Михаїла (Грибова)
Церква святого Архістратига Михаїла в Грибовій — парафія і храм Лановецького благочиння Тернопільської єпархії Православної церкви України в селі Грибова Кременецького району Тернопільської области.
Оголошена пам'яткою архітектури місцевого значення (охоронний номер 1628).

## Історія церкви
У 1762 році громада села викупила стару дерев'яну церкву в Кременці, освячену на честь Богоявлення, і встановила її в селі. Новий храм освятили на честь святого Архистратига Михаїла. Парафіяни розписали церкву, збудували дзвіницю та придбали дзвони, які досі знаходяться на ній.
У 1910 році в селі сталася велика пожежа, але парафіянам вдалося врятувати храм. Церква діяла безперервно з моменту свого заснування.
У 1991 році жителі відновили символічну могилу, встановили новий хрест і відтоді щороку в День Незалежності відправляють панахиду. Біля церкви поховано священника Феодота Садовського, за могилою якого доглядають парафіяни.

## Парохи
- монах Борис Зінкевич,
- о. Василь Бруховський,
- о. Тимофій Крючковський,
- о. Сергій Залецький.